# Khi đồng minh tháo chạy
Khi đồng minh tháo chạy là cuốn sách xuất bản năm 2005 của Tiến sĩ Nguyễn Tiến Hưng, Giáo sư Kinh tế tại trường Đại học Howard.
Tác giả Nguyễn Tiến Hưng nguyên là cựu Tổng trưởng Kế hoạch của Việt Nam Cộng hòa từ năm 1973 đến 1975, phụ tá về tái thiết của Tổng thống Nguyễn Văn Thiệu; ông đã làm việc tại Dinh Độc Lập, sát kề tổng thống Thiệu và Đại sứ Graham Martin. Một tháng trước khi Sài Gòn sụp đổ, tổng thống cuối cùng của Việt Nam Cộng Hòa đã trao cho ông toàn bộ hồ sơ mật về bang giao Việt-Mỹ trong thời gian từ cuối 1971 tới lúc cuối cùng vào mùa Xuân 1975.
Năm 1986, ông viết cuốn Palace File (Harper & Row Publishers xuất bản), sau đó được dịch ra tiếng Việt với nhan đề Hồ sơ mật Dinh Độc Lập (HSMDDL). Cuốn này hướng trọng tâm vào việc trình bày mối bang giao Việt-Mỹ trong những năm cuối cùng của Chiến tranh Việt Nam, nhất là những biến cố xoay quanh hoà đàm và Hiệp định Paris về chấm dứt Chiến tranh Việt Nam, đặc biệt đưa ra những mật thư giữa Tổng thống Nguyễn Văn Thiệu và các tổng thống Mỹ Richard Nixon và Gerald Ford, từ 1971 đến 1975, xác nhận Mỹ cam kết yểm trợ mạnh mẽ cho Việt Nam Cộng hoà nhưng rốt cuộc lại bỏ rơi.
Năm 2005, ông cho phát hành tiếp cuốn sách Khi đồng minh tháo chạy (KDMTC) của ông (gồm 700 trang) căn cứ một phần vào các dữ kiện của Hồ sơ mật Dinh Độc Lập nhưng đầy đủ và chi tiết hơn, đào sâu hơn các bằng chứng hay dữ kiện cụ thể về những năm suy sụp kinh tế, quân sự và chính trị của Việt Nam Cộng hoà (giai đoạn 1973-75) khi đồng minh lớn nhất, Mỹ, đã "tháo chạy" (từ mà ông dùng) khỏi Việt Nam.

## Phát biểu của tác giả
Nhân dịp phát hành sách, đài VOA có phỏng vấn và ghi lại phát biểu của Tiến sĩ Nguyễn Tiến Hưng như sau:
"Tôi có 4 động cơ chính khi viết sách này:
- Thứ nhất, tôi muốn đặt lại vai trò và trách nhiệm của Hoa Kỳ. Do cơ duyên lịch sử run rủi, tôi đã được chứng kiến những gì đã xảy ra đằng sau hậu trường bang giao Việt-Mỹ vào những ngày tháng cuối cùng; và nghĩ là đã đến lúc viết ra một cách trung thực những gì mình đã chứng kiến để soi sáng cho lịch sử.
- Thứ hai: tôi muốn nói lên tiếng nói về phía Việt Nam. Rất nhiều sách đã được viết về thời gian kết thúc cuộc chiến, phần nhiều rất là thiên lệch, nhất là sách của các tác giả người Mỹ, họ viết theo quan điểm của họ.
- Thứ ba: tôi nghĩ đặc biệt đến giới trẻ Việt Nam, họ rất hoang mang, không hiểu rõ lịch sử, không đủ tài liệu để đọc. Nhiều em học sinh và sinh viên viết những bài essay về Việt Nam dựa trên tài liệu của thư viện hoặc Internet, tôi thấy có nhiều bài rất ngây ngô, thiên lệch. Tôi nghĩ rằng nếu tiếp tục để các em viết như thế này thì lịch sử sẽ không được trung thực. Vì thế tôi đã cố gắng ghi lại các tài liệu bằng tiếng Anh và để trong phần phụ lục cho các em tham khảo. Ví dụ như câu của Tiến sĩ Henry Kissinger: "biết ơn không phải là đặc tính của người Việt Nam", nếu chúng ta để các em trích câu đó vào các bài của mình thì làm sao đúng được.
- Lý do sau cùng: tôi nghĩ rằng tôi có trách nhiệm với chính cá nhân tôi sau khi có cơ hội được gần Tổng thống Thiệu và Đại sứ Martin trong những ngày tháng cuối cùng, và sau năm 1975, đã được tiếp xúc rất nhiều với hai nhân vật này, đã được nghe và ghi lại nhiều điều tâm huyết".

Theo đài VOA: "Tác giả Nguyễn Tiến Hưng cho biết: Ước mong của ông khi viết tập sách này là để trả lại lịch sử những sự thật của lịch sử. Ông không chạy tội, không bênh ai, không lên án ai, mà chỉ ghi lại những gì mà ông đã có cơ duyên chứng kiến" và "Tác giả cũng ước mong rằng giới trẻ Việt Nam sẽ tiếp nối công việc mà ông đang làm để trả lại sự thật cho lịch sử, và theo lời ông, để 'trả lại cho Caesar những gì thuộc về Cesar'".
Cũng theo ông: 
| “ | Cuốn sách này không đề cập tới toàn bộ những lý do đã dẫn tới sự sụp đổ của VNCH... Đây chỉ là một cố gắng thuật lại cho trung thực những gì mình đã mắt thấy tai nghe, và những gì đã tìm hiểu được để chia sẻ với đồng hương về một chương lịch sử quan trọng của đất nước, đồng thời đúc kết lại những bài học cho các thế hệ mai sau..." | ” |

## Giới thiệu khái quát tác phẩm
Khi đồng minh tháo chạy gồm có năm phần, chia ra làm hai mươi chương, mỗi chương đều được tác giả đặt cho một tiêu đề giải thích ý chính của chương đó. Tác phẩm gồm 705 trang, trong đó có hơn 170 trang phụ lục (từ trang 497 tới trang 701), gồm bản sao của những tài liệu mật trao đổi giữa ba tổng thống Richard Nixon, Gerald Ford và Nguyễn Văn Thiệu. Một số thư từ, tài liệu trong phụ lục đã được tác giả dịch đưa vào trong sách để làm sáng tỏ thêm chủ đề của tác giả. Ngoài ra là Ghi Chú, Sách Tham khảo, và Danh Mục để người đọc tham khảo đánh giá sự trung thực của những điều tác giả trích dẫn hay viện dẫn.
Lời nói đầu: Sao lẹ thế
Ngày 10 tháng 3 năm 1975 Quân đội Bắc Việt  đánh chiếm Ban Mê Thuột. Đến ngày 30 tháng 4 đã tiến vào Sài gòn. Tốc độ như vũ bão, vỏn vẹn chỉ có 52 ngày? Không lẽ một cuộc chiến kéo dài tới hai mươi năm, đến khi kết thúc lại nhanh như vậy?
Phần 1:  Làm sao thoát khỏi vũng lầy
- Chương 1: Việt Nam bầu Nixon
- Chương 2: Kissinger, ông là ai?
- Chương 3: Củ cà rốt và cái gậy
- Chương 4: Lui vào bóng tối

Phần 2: Thân phận tiểu quốc
- Chương 5: Tự túc tự cường
- Chương 6: Cú sốc mùa Thu
- Chương 7: Làm thế nào để bớt lệ thuộc?

Phần 3: Khi đồng minh tháo chạy
- Chương 8: Năm của định mệnh
- Chương 9: Nhát gươm đao phủ
- Chương 10: Lúc tuyệt vọng
- Chương 11: Che giấu Quốc hội, nhân dân Hoa Kỳ
"Sau bao nhiêu thủ đoạn của Kissinger, vào lúc sắp hạ màn, lại thêm một chuyện khó hiểu: nhân dân Hoa Kỳ không được nghe những lời cầu cứu của nhân dân Miền Nam, vì đã không có dấu vết gì là hai lá thư của Quốc hội Việt Nam Cộng hòa cầu cứu Quốc hội Hoa Kỳ đã tới nơi"!
- Chương 12: Hãy giúp chúng tôi / Một ân huệ cuối cùng
- Chương 13: "Sao chúng không chết phứt cho rồi!"

Phần 4: Rước của nợ hay được của có?
- Chương 14: Ai không muốn di tản người Việt?
- Chương 15: Vào để giúp... Ra lại bắn nhau?
"Các em nữ sinh Việt Nam mặc đồng phục màu trắng, đứng dàn chào trên bãi biển, chờ đón để cài hoa lan lên áo người chiến sĩ đồng minh. Hôm đó là ngày 8 tháng 3 năm 1965. Hai sư đoàn Thủy quân lục chiến Mỹ đổ bộ vào Đà Nẵng. Họ là nhóm đầu tiên mở đường cho một đoàn quân trên nửa triệu vào tham chiến tại Việt Nam, họ đến để giúp nhân dân Miền Nam chiến đấu với quân đội Cộng sản Bắc Việt".
- Chương 16: Vĩnh biệt ông Đại sứ
- Chương 17: Một cố gắng cuối cùng

Phần 5: Nhìn lại lịch sử
- Chương 18: Bao nhiêu trắc trở lúc ban đầu
- Chương 19: Tại sao sụp đổ
"Năm 1954, khi Điện Biên Phủ lâm nguy, ngày 25 tháng 3, Chính phủ Pháp cử Tổng tham mưu Quân đội, tướng Paul Ely đi Washington, D.C. cầu cứu Hoa Kỳ can thiệp và gấp rút tiếp viện cho đoàn Quân viễn chinh Pháp, Tổng thống Dwight D. Eisenhower đã từ chối. Điện Biên Phủ thất thủ, dẫn tới sự chia đôi đất nước Việt Nam".
- Chương 20: Những bài học từ cuộc chiến Việt Nam

Thay lời cuối: Thiện tâm của nhân dân Hoa Kỳ
Tất cả có chín cơ quan thiện nguyện tham gia định cư người Việt. Những tổ chức này đã cố gắng hoạt động và phải chi tiêu trung bình là từ 2.500 tới 3.000 đô la để định cư mỗi gia đình.

## Các ý kiến nhận xét về tác phẩm
- Trên trang web của đài BBC đăng nhận xét của Nguyễn Kỳ Phong về tác phẩm như sau[3]:
"Ý nghĩ đầu tiên sau khi đọc KĐMTC là những ai đã đọc HSMDĐL rồi, thì sẽ thấy thất vọng sau khi đọc KĐMTC."
"Buông quyển KĐMTC xuống, người điểm sách có cảm tưởng mình vừa đọc lại bản dịch Việt ngữ của The Palace File-chỉ khác là bản dịch này kém hơn bản dịch HSMDĐL của Cung (Thúc) Tiến trước đây. Trong căn bản, KĐMTC không có gì mới so với HSMDĐL.
"Nếu có khác thì khác ở chỗ KĐMTC không được soạn thảo cẩn thận như HSMDĐL."
...
"...mặc dù có nhiều đoạn được dịch thẳng từ HSMDĐL, có nhiều sai lầm và lệch lạc do sự cẩu thả của người đánh máy hay sự bất cẩn của tác giả.
"Trong khi trong HSMDĐL có những chi tiết có thể gây ra tranh luận, nhưng những chi tiết đó được trình bày với dẫn chứng và bằng sử liệu.
"Nhưng trong KĐMTC, nhiều chi tiết đã làm độc giả gãi đầu vì tác giả không cung cấp một tài liệu nào để chứng minh cho những nhận định đưa ra".
...
"Trong KĐMTC tác giả dựa khá nhiều vào những cuộc phỏng vấn để ghi lại những chi tiết cho tác phẩm. Chuyện đó hoàn toàn chấp nhận trên phương diện phương pháp sử. Tuy nhiên, nếu có những cuộc đối thoại nào mà chi tiết đi ngược lại nội dung của những gì đã được xuất bản, được nói đến rồi, với vai trò một người viết sử, tác giả phải có trách nhiệm trình bày luôn để độc giả thấy được hai mặt trái phải của một sự kiện".
Và:
"Sử kể truyện cho người đọc nhiều hứng thú và lôi cuốn người đọc, nhưng rất khó viết. Người viết loại sách này cần có một văn phong lưu loát, trí nhớ chính xác, và một sự phong phú về sử liệu. The Palace File có được vài yếu tố này; nhưng KĐMTC thì hoàn toàn không. Hai tác phẩm gần như là một về phương diện sử liệu, nhưng KĐMTC không có văn phong lưu loát như The Palace File".
- Trong khi đó trên BBC cũng đăng ý kiến của Nguyễn Tường Tâm[4]:
"Với 495 trang nội dung (cuốn sách dày 705 trang) đầy ắp những dữ kiện trong đó rất nhiều dữ kiện chưa từng được công bố liên quan tới bang giao giữa Hoa Kỳ và Việt Nam Cộng hòa cho tới ngày tàn cuộc, cuốn Khi đồng minh tháo chạy xứng đáng là cuốn hay nhất trong các cuốn sách cùng loại. Cuốn sách không cần phải đọc lần lượt từ đầu tới cuối mà có thể chọn bất cứ chương nào mình thích để đọc trước, điều đó giúp cho người đọc cảm thấy nhẹ nhàng, thoải mái... Ngoài thể bút ký, cuốn "KĐMTC" lại thực sự là "một công trình nghiên cứu khoa học có giá trị"...".